# Вьяли, Тонино
Тонино Вьяли (итал. Tonino Viali; род. 16 сентября 1960, Терни, Умбрия) — итальянский легкоатлет, специалист по бегу на средние дистанции. Выступал за сборную Италии по лёгкой атлетике в 1984—1994 годах, обладатель бронзовой медали чемпионата мира в помещении, бронзовый призёр чемпионата Европы в помещении и Средиземноморских игр, чемпион Италии в дисциплинах 800 и 1500 метров, участник летних Олимпийских игр в Сеуле.

## Биография
Тонино Вьяли родился 16 сентября 1960 года в городе Терни, Умбрия.
Впервые заявил о себе на международном уровне в сезоне 1984 года, когда вошёл в состав итальянской сборной и выступил в беге на 800 метров на чемпионате Европы в помещении в Гётеборге.
В 1985 году бежал 800 метров на Всемирных легкоатлетических играх в помещении Париже, занял в финале шестое место.
В 1987 году отметился выступлением на чемпионате Европы в помещении в Льевене, одержал победу на чемпионате Италии в Риме.
В 1988 году стартовал в дисциплине 1500 метров на чемпионате Европы в помещении в Будапеште, в финале финишировал шестым. Благодаря череде успешных выступлений удостоился права защищать честь страны на летних Олимпийских играх в Сеуле — в программе бега на 800 метров дошёл до стадии четвертьфиналов.
В 1989 году в дисциплине 1500 метров был восьмым на чемпионате Европы в помещении в Гааге, в дисциплине 800 метров завоевал бронзовую награду на чемпионате мира в помещении в Будапеште. Летом также выиграл чемпионат Италии в Чезенатико на 800-метровой дистанции, стал пятым на Кубке Европы в Гейтсхеде.
В 1990 году на соревнованиях в Пескаре защитил звание национального чемпиона, тогда как на турнире в Болонье установил свой личный рекорд в беге на 800 метров на открытом стадионе — 1:45.32. Принимал участие в чемпионате Европы в Сплите, став в финале шестым.
В 1991 году среди прочего отметился победой на международном старте в Гааге, финишировал пятым на Кубке Европы во Франкфурте, выиграл бронзовую медаль на Средиземноморских играх в Афинах.
В 1992 году стал бронзовым призёром на домашнем чемпионате Европы в помещении в Генуе, установив при этом личный рекорд в беге на 800 метров в помещении — 1:46.47.
В 1994 году выиграл чемпионат Италии в дисциплине 1500 метров и по окончании сезона завершил спортивную карьеру.